# William Garrow
Sir William Garrow (13. dubna 1760 – 24. září 1840 Ramsgate) byl britský obhájce, politik a soudce, známý pro nepřímou reformu advokátního systému, kdy pomohl do porotního soudního systému zavést zvykové právo, používané v mnoha zemích v té době. Pronesl větu: „Nevinen, pokud není prokázána vina.”, která zajišťovala obviněnému, že důkazy proti němu budou řádně u soudu přezkoumány.
Narodil se knězi a jeho ženě v Monken Hadley. Vzdělával se v otcově škole v Middlesexu, potom u Thomase Southouse, právního zástupce v Cheapside. To vedlo ke studiu u pana Cromptona, zvláštního právního zástupce. Jako horlivý student práva často pozoroval případy v Old Bailey, v důsledku toho mu Crompton doporučil, aby se stal advokátem. Garrow vstoupil do Lincoln's Inn
v listopadu 1778, a byl jmenovaný advokátem dne 27. listopadu 1783. Rychle se stal uznávaným trestním obhájcem, a v únoru 1793 z něho vláda učinila královského rádce v případech týkajících se zrady a těžkých zločinů.
V roce 1805 byl zvolen do parlamentu za okres Gatton, tzv. „rotten borough” (hrabství s malým počtem voličů). V roce 1812 se stal prokurátorem a o rok později generálním prokurátorem pro Anglii a Wales. Ačkoli nebyl v Parlamentu šťastný – vrátil se jen z politických důvodů – Garrow vystupoval jako jeden z hlavních mluvčích Whigů. Pokoušel se zastavit trestně právní reformu prováděnou jako kampaň pro Samuela Romillyho a také se pokoušel o přijetí legislativy, která by odsoudila týrání zvířat. V roce 1817 se Garrow stal baronem státní pokladnice a Seržantem práva (Serjeant-at-Law) (starý právní řád), byl nucený rezignovat na post v parlamentě a následujících 15 let strávil jako soudce. V obchodních případech státní pokladnice nebyl příliš úspěšný, ale dosáhl skvělých výsledků, když na soudním zasedání využil znalosti trestního práva z doby svého působení jako obhájce. Po rezignaci 1832 byl vládou na znak úcty jmenován za člena státní rady. Zemřel 24. září 1840.
Po většinu 19. a 20. století byla jeho práce v mezi zástupci akademického světa zapomenuta a znovu se zvedl zájem, až když John Beattie napsal článek „Garrow pro obhajobu“ v History Today.
Garrow se proslavil hlavně metodou obhajoby klientů v trestním právu. Pomohl zavést do praxe ve Spojeném království, Spojených státech a dalších bývalých Britských koloniích moderní agresivní systém křížového výslechu svědků. Garrow je též známy způsobem dokazování, který vedl k pravidlu přímých důkazů. Jeho práce byla nedávno citovaná na nejvyšším soudě Kanady (1982) a na Irském trestním odvolacím soudě (2006).
V roce 2009 vysílala BBC One Garrowův zákon, čtyřdílné fiktivní drama o Garrowových počátcích u Old Bailey. Druhá série byla puštěna do étéru koncem roku 2010. V listopadu 2011 začala třetí série.

## Dětství a vzdělání
Garrowova rodina původně pocházela z Aberdeenshire, ze Skotska z někdejší skotské královské linie. Garrowův otec David se narodil na farmě zvané Knockside, Aberlour, přibližně 50 mil severozápadně od Aberdeenu. David promoval na Aberdeenské univerzitě jako Master of Arts (mistr svobodných umění) 1. dubna 1736 a stal se knězem anglikánské církve, založil školu v Monken Hadley. Jeho mladší bratr William se stal úspěšným doktorem. Zanechal většinu majetku (30 000 liber) Garrowovi.
5. července 1748 se David oženil s Sarah Lowndes, se kterou měl 10 dětí: Williama, Edwarda, Eleonoru, Jane, Johna, Rose, Williama, Josepha, Williama, Davida a Anne. První dva Williamové zemřeli v dětství. Třetí, narozený 13. dubna 1760, přežil.
William Garrow se vzdělával ve škole svého otce v převorství Monken Hadley, která se zaměřovala na přípravu studentů pro komerční dráhu např. u Východoindické společnosti. Jako taková vyučovala společenský šarm, stejně jako angličtinu, řečtinu, latinu, francouzštinu, zeměpis, matematiku a tanec. Studiem na této škole Garrow získal velmi dobrou znalost angličtiny, solidní znalost latiny a navíc získal značnou zběhlost ve francouzštině. Garrow navštěvoval tuto školu do svých 15 let, kdy se smluvně zavázal u Thomase Southouse rozeného Faversham, Kent, právního zástupce v Cheapside. Garrow se ukázal být nadaný. Byl označen jako „pozorný a pilný při provádění technických a praktických povinností v úřadu“ a Southouse doporučil, aby se stal právním obhájcem nebo soudním obhájcem. V důsledku toho se v 17 letech stal žákem pana Cromptona, zvláštního právního zástupce. Jako žák Garrow usilovně studoval, náročně četl Doktrinu Placitadi od Sapsona Euera a Manuál obhajoby napsaný v právnické francouzštině. Ve stejné době sledoval případy v Old Bailey, vzniklo jeho přátelství s úředníkem obžaloby, Williamem Sheltonem.
V 18. století se zdokonaloval mluvený projev debatujících společností, jedna z nejvýznamnějších se sešla v Coachmaker’s Hall v Londýně. Ačkoli byl od přírody ostýchavý (při první debatě ho účastníci museli přimět, aby se zvedl ze sedadla a udržet ho ve stoje, zatímco mluvil), rychle získal reputaci coby řečník a byl zmiňován v tisku jako „právní zástupce Garrow, nejslavnější řečník Coachmaker’s Hall“. V listopadu 1778 se Garrow stal členem Lincoln's Inn, (společnost Londýnské právnické koleje), jedné ze čtyř společností londýnských barristerů Inns of Court, a 27. listopadu 1783 ve věku 23 let dokončil studia a stal se praktikujícím právníkem u soudu. Později byl zvolen do vedení Lincoln’s Inn v 1793.

## Kariéra

### Advokát
Garrow začal pracovat jako obhájce v trestním právu u Old Bailey, v době, kdy se mnoho obviněných stávalo stále více odkázaných na obhájce, kteří měli zabránit jejich odsouzení. První případ dostal jako žalobce. 14. ledna 1784, dva měsíce poté, co se stal soudním právním zástupcem, obžaloval Johna Henryho Aiklese za získání směnky na základě podvodu. Aikles údajně slíbil zaplatit Samueli Edwarsovi 100 liber a malou odměnu za směnku ve výši 100 liber a, když si vzal směnku, tak za ni nezaplatil. Navzdory Aiklesovu obhájci, který podle Edwarda Fosse prohlašoval, že se nejedná o žádný závažný trestný čin a ačkoli byl zastupován dvěma nejprestižnějšími obhájci, Garrow přesvědčil dva soudce a porotu, že Aikles je vinný. Garrow později v září 1785 obhajoval Aiklese a dokázal, že ho propustili ze zdravotních důvodů. V začátku profesní dráhy obhájce byl Garrow proslulý svou agresivní metodou vedení křížového výslechu. Když byl James Wingrove obviněn ze zlodějství a násilí v průběhu silniční loupeže v roce 1784, Garrowův křížový výslech Williama Grovea (svědek proti Wingrovovi a osoba žalující) přiměl Grovea připustit, že se dopustil křivopřísežnictví, aby dostal odměnu a že Wingrove nekradl. Garrow prokázal nechuť k většině lovců zlodějů (Grove byl jedním z nich), ačkoli nejednal s Bow Street Runners (1.profesionální policejní jednotka v Londýně) a dalšími profesionály s opovržením. Jeho nechuť se ukázala při jeho obraně tří mužů obžalovaných pro krádež v roce 1788. Byli obviněni napadeným Johnem Troughtonem, kterého dohnali k obavě o vlastní život a ukradli mu klobouk. Bylo otázkou, zda ho napadení dohnalo k obavě o život nebo zda byl hnán touhou po odměně, kterou nemohl dostat kvůli pouhé krádeži. Garrow prokázal, že Troughton si není jistý, jak ztratil svůj klobouk, navzdory pokusu obvinit obviněné, že mu ho vzali. Po svědectví čtyř svědků byli obvinění shledáni nevinnými. Garrow hodně využil odvolání poroty, aby snížil trest pro své obviněné klienty, v době, kdy hodně zločinů vyneslo trest smrti. V roce 1784 byly uvězněny dvě ženy za to, že ukradly věci v ceně 15 šilinků, což znamenalo, že budou odsouzeny k trestu smrti. Garrow přesvědčil porotu, že ženy ukradly věci za 4 šilinky, proto byl trest změněn na 12 let na nucených prací.

### Státní zástupce
Garrow měl později velkou praxi, pracoval na trestních případech v Old Bailey i v okolí Londýna, jako obhájce i jako žalobce. Podle záznamů k roku 1799 počet jeho případů u Court of King's Bench překonal pouze pan Thomas Erskine. Dlouho měl monopol na tyto činnosti na domácím Okruhu (home circuit) (v té době zažitá praxe, že soudce objížděl okolí každoročně po pravidelné trase). Nikomu nebylo nasloucháno s větší pozorností, nikdo nezískal více od poroty. V únoru 1793 byl jmenován Královským poradcem (King's Counsel), měl pomáhat při obžalobě ze zrady a zvláštních zločinů, po méně než deseti letech od jmenování soudním obhájcem. Jeho jmenování se setkalo s protichůdnou reakcí médií. Britton popsal Garrowa a dalších pět jmenovaných jako největší talent doby, zatímco Morning Chronicle byl zahořklý kvůli Garrowovu někdejšímu statutu přítele oficiální opozice – Whigů proti Toryovské vládě. Jako Velká francouzská revoluce a její hrozba Spojenému království získaly hybný impuls, tak také Garrowova kariéra. Byl žalobcem u většiny státních soudních procesů a jak rostla jeho zkušenost, byl nechán, aby většinu z nich vedl on sám. Vystupoval proti vůdčím právním zástupcům jako Thomas Erskine, James Mingay a James Scarlett.
V květnu 1794 vláda dočasně pozastavila habeas corpus, v roce 1795 postavila mimo zákon veřejná shromáždění, v roce 1797 postavila mimo zákon tajné organizace a v roce 1799 postavila mimo zákon všechny společnosti zabývající se reformami chodu Spojeného království.
Vláda plánovala sérii 800 zatčení s 300 rozsudky smrti za velezradu, přičemž vyvinula velkou snahu, aby obžalován byl Thomas Hardy a John Horne Tooke. Hardy byl první. Obžaloba ho vinila z toho, že vyvolal v Anglii revoluci podobnou té ve Francii. Žalobcem Byl Garrow, obhájcem Erskine. Soud tak trval 8 dní místo jednoho obvyklého a předseda poroty byl tak napjatý, že pronesl verdikt „nevinen“ šeptem a okamžitě omdlel. Poté byl obžalován Tooke, opět ho porota hledala nevinným, s výsledkem, že se upustilo od dalších 800 soudních líčení.
V době, kdy Garrow pracoval jako soudní právník, měly velkou moc v parlamentu pěstitelé cukrové třtiny ze Západních Indií (West Indies) (Ostrovy v Karibském moři,...). To jim dovolovalo udržovat monopol na trhu s cukrem v Anglii, což přinášelo velké zisky. Tento průmysl byl vysoce ziskový díky práci otroků, jejímž byl garrow dlouhodobým protivníkem. Když mu plantážníci nabídli práci, aby vedl jejich obchod v oblasti právní a politické, odpověděl: „Kdyby mi váš výbor dal veškerý svůj příjem a všechny své statky, ani pak bych se nestal advokátem praktik, které se mi příčí, a systému, který nenávidím.“ V roce 1806 Thomas Picton, guvernér Trinidadu byl obžalován z mučení a obtěžování svobodné mladé mulatky. Byl předveden před soud Court of King's Bench pod Lordem Ellenboroughem. Soudní záznamy obsahují 367 stran a Garrow byl případem opravdu hluboce zaujat jako prokurátor. Jeho řeč z 24. února 1806 je dle Brabyho pokládána za jednu z jeho nejlepších.
Případ spočíval v tom, zda španělské právo, které povolovalo mučení, ještě v době události platilo, či ne. Porota nakonec rozhodla, že ne a Ellenborough shledal Pictona vinným. Pictonův advokát požadoval nový proces, to bylo potvrzeno a porota u dalšího procesu shledala Pictona nevinným.
Garrow se díky svým politickým konexím stal Nejvyšším prokurátorem pro Prince Walesského (Prince of Wales) v letech 1806 a 1807. Byl doporučen Erskinem, který v dopisu princi napsal: „Ví o skutečné spravedlnosti a politice a o všem, co je s tím spojeno více, než kdokoli koho znám.”
V roce 1812 byl žalobcem proti Leighu Huntovi (Leigh Hunt) za písemnou výzvu k nezákonnému svržení Prince Regenta. Hunt byl shledán vinným na rozdíl od rozsudku v řízení z roku 1811, kdy byl osvobozen.

### Politická kariéra
Od roku 1789 tisk spekuloval, že Garrow jakožto Whig vstoupí do Parlamentu, ale byl zvolen až v roce 1805 za Gatton. To bylo tzv. „rotten borough” hrabství (volební obvod s malým počtem voličů). Garrow byl jmenován, aby hájil zájmy jeho patrona.
Po svém vstupu do politiky Garrow nejdříve věnoval politice malou pozornost. Neměl žádný projev až do 22. dubna 1806, kdy napadl obvinění Marquesse Wellesleye z velezrady. Znovu mluvil 18. června 1806 o technické stránce práva. Potom neintervenoval dalších 6 let. Braby a další zdroje naznačují, že práce v Parlamentě Garrowa netěšila a byl tam zřídka, pokud nebyl požádán, aby vedl nějakou záležitost.
V roce 1812 byl jmenován státním prokurátorem pro Anglii a Wales, stal se rytířem a v květnu 1813 byl jmenován nejvyšším státním zástupcem. Nejvyšším státním zástupcem byl starší právní zástupce koruny v době, kdy se princ regent obával liberálních změn v trestním právu a parlamentu. Garrowovi, jako pouhému tvorovi prince regenta, se dalo věřit, že je proti tomu. Spíše než pokroková práce obhájce, které se věnoval v počátku kariéry, v této době vystupoval spíše konzervativně proti reformě. Zvláště se střetl se Sirem Samuelem Romillym, který byl pro reformu a tvrdil, že trestní zákoník nefunguje. 5. dubna 1813 se Romillův zákon o ztrátě občanských práv v důsledku velezrady a závažného trestného činu dostal před parlament. Jeho záměrem byl odstranit korupci krve (corruption of the blood, při tomto druhu zločinu, propadl nejen majetek, titul a čest obviněného, ale také jeho potomků) z případů zahrnujících velezradu a zločin. Garow deklaroval, že zákon odstraní jednu z jistot Britské konstituce. Zákon nakonec propadl a korupce krve nebyla odstraněna až do přijetí zákona z roku 1870 Forfeiture Act 1870.
Garrow se také zasazoval o zrušení Obilných zákonů (obchodní zákony o ochraně britských zemědělských produktů proti konkurenci levnějšího zboží ze zahraničí), hlasoval pro opatření. Sponsoroval legislativu pro kontrolu chirurgické praxe ve Spojeném království, zákon však neprošel. Začátkem 19. století se rozšířilo týrání zvířat. Garrow byl jedním z těch, kdo to shledali otřesným, a sponzoroval zákon z roku 1816 o zvýšení pokut za schvácení koní k smrti. Byl poražen, ale jeho činnost vyústila ve vznik zákona z roku 1820, který navrhl Sir Thomas Erskine. Zákonu byl udělen královský souhlas a byl schválen. Garrow nakonec rezignoval coby nejvyšší státní zástupce a jako člen Parlamentu v roce 1817, kdy byl jmenován Baronem státní pokladnice (nejvyšší soudce státní pokladnice).

### Kariéra soudní
Garrowovo první soudní jmenování přišlo v roce 1814, kdy byl jmenován Šéfem justice v Chesteru (Chief Justice of Chester). Bylo to proti názoru Sira Samuela Romillyho (Sir Samuel Romilly), který tvrdil, že být Šéfem justice a nejvyšším státním zástupcem je neslučitelné. Říkal: ”Jmenovat muže, který má lukrativní úřad ve výhradní moci koruny do vysoké soudní funkce je extrémně v rozporu s nezávislostí soudu, přičemž je tak důležité zachovat nezávislost”. 6. května 1817 se Garrow stal Baronem státní pokladnice a Seržantem práva (Serjeant-at-Law, starý řád advokátů)
Coby nástupce Richarda Richardse. Rezignoval na své místo v Parlamentu i na funkci Nejvyššího soudního zástupce. Garrow nebyl zvlášť vynikající soudce, hlavně kvůli nedostatku znalostí koncové části práva. Praxe na Assize okruhu (Assize Circuits) byla ale něco jiného, týkala se více trestního rodinného než obchodního práva. Garrow se velmi zlepšoval. Braby naznačuje, že svými znalostmi spletitosti práva nadchl jak obhájce tak žalobce. 22. února 1832 šel Garrow do důchodu. Byl nahrazen Johnem Gurneyem a jmenován Tajným radou (Privy Councillor) v penzi, jako vyjádření uznání vlády vůči němu. Zemřel doma 14. září 1840 ve věku 80 let.

## Soukromý život
Garrow žil ve vztahu se Sarah Doreovou, která již měla syna nar. 1778. Otcem byl Arthur Hill (Arthur Hill, Viscount Fairford).
Thomas Hague naznačoval, že Doreová byla irská šlechtična, kterou Garrow svedl. Jediným důvodem jeho psaní byl však záměr očernit Garrowa, pro jeho tvrzení nejsou žádné důkazy. První syn Garrowa a Doreové, David William Garrow, se narodil 15. dubna 1781. Druhým dítětem byla dcera, Eliza Sophia Garrowová. Narodila se 18. června 1784. Garrow a Doreová se nakonec vzali 17. března 1793. Doreová byla zmiňována jako neobyčejně elegantní a aktivně se věnovala místním záležitostem v Ramsgate, kde rodina žila. Sarah Doreová zemřela 30. června 1808 po dlouhé nemoci a byla pohřbena v kostele sv. Margarety v Darenthu. David William Garrow byl vzdělán v koleji Christ Church v Oxfordu, získal titul Doktor bohosloví a stal se jedním z kaplanů Prince z Walesu. Eliza Sophia Garrowová se vdala za Samuela Fothergilla Lettsoma, její syn William Garrow byl generálním konzulem v Uruguay.

## Odkaz
Garrowův majetek byl po jeho smrti odhadnut na 22 000 liber - 12 000 liber v Bank of England, 5000 liber ve třech pojišťovnách a 5000 liber v cenných papírech jištěných hypotékou – v roce 2013 to odpovídá 1 682 000 liber. Garrow napsal v roce 1830 poslední vůli. Obsahovala jen dva požadavky: aby byl pohřben ve svém rodišti v Hadley se svým strýce, bratrovým mladším bratrem Williamem (který zanechal Garrowovi nejlepší část svého majetku) a založit trust (svěřenecký fond). Trust obsahoval celý jeho majetek. Správní radu trustu tvořili Leonard Smith, obchodník, Edward Lowth Badeley a William Nanson Lettsom z Gray’s Inn. Peníze byly rozděleny mezi Josepha, Garrowova synovce, který dostal 1000 liber, 200 liber každému z dětí Garrowovi sestry, 2000 liber dostala jeho sestra, a 300 liber ročně dostala vdova po Garrowově synovi. Eliza, Garrowova dcera dostala 300 liber ročně z výnosů trustu s provizí 200 liber pro ni a jejího muže. Majetek byl rozdělen profesionálně právně a nebylo třeba z něj platit daně. Druhá instrukce v závěti byla ignorována. Garrow byl pohřben na hřbitově St. Laurence v Ramsgate, kde byl farníkem.
Edward Foss ho popsal jako „jednoho z nejúspěšnějších advokátů své doby“, něco přičítal spíše jeho „neobyčejnému talentu“ při křížovém výslechu než znalosti práva. Garrow jednou řekl svědkovi před případem že: „vy znáte zvláštní skutečnost a přejete si ji zatajit. Dostanu ji z vás“.
Lord Brougham, který proti němu stál pravidelně před soudem, napsal že „žádný popis nemůže dát čitateli odpovídající představu této eminentní praktikované síly při jednání se svědky.“ Lemmings se zmiňuje o Garrowovi jako o impozantním advokátovi, ale také jako o prvním právníkovi, který položil reputaci právnímu zástupci.
Garrow byl hodně zapomněn, ačkoli Robert Louis Stevenson a jeho žena objevili jeho práci o generaci později, když četli transkripty (přepisy) případů z Old Bailey, psalo se o něm málo v akademických kruzích až do konce 20. století. V roce 1991 John Beattie vydal „Garrow pro obhajobu“ v History Today. Potom následovaly „Stupně justice“: obhájce a anglické trestní právo v 18. a 19. století“ v Law and History Review Allyson May, která dělala doktorské studium u Beattie, dále rozšířila analýzu Garrowovy práce v The Bar and the Old Bailey: 1750–1850, vydáno v roce 2003.
Garrowova práce byla citována u soudu dokonce i v roce 1982, kdy nejvyšší soud Kanady citoval pasáž z Soud s Williamem Davidsonem a Richardem Tiddem pro velezradu, kde Garrow instruoval porotu jak interpretovat závěť, ve Vetrovec v The Queen v roce 1982. V roce 2006 byl znovu citován když Irský odvolací soud použil tu samou práci v přezkoumání obvinění Briana Meehana za vraždu Veroniky Guerin.
V roce 2009 začala BBC One vysílat Garrowův zákon (Garrow's Law), čtyřdílné fiktivní drama o Garrowových začátcích v Old Bailey. V hlavní roli je Andrew Buchan jako Garrow. Druhá série znovu čtyřdílná byla puštěna do étéru koncem roku 2010 a třetí a konečná čtvrtá série byly vysílány v listopadu a prosinci 2011.

### Porotní systém
Je neoddiskutovatelné, že Garrow měl masivní vliv na moderní porotní soudní systém užívaný u některých západních národů a pravidla důkazů, ačkoli si toho byl zřídka vědom. Před Garrowem obžalovaní při závažných trestných činech neměli dovoleno mít obhájce. Takže každý, kdo byl obviněný ze žhářství, loupeže, vraždy a většiny druhů zlodějství, se musel obhajovat sám. Prvním krokem z této praxe byl zákon z roku 1696 (Trials Act 1696), který dovoloval obviněným ze zrady mít obhájce. Garrowova praxe byla dalším krokem kupředu. Svým agresivním stylem vedení křížového výslechu podpořil uznání obhajoby pro klienty a nepřímo reformoval proces obhajoby v 18. století. Rozsah jeho advokátní činnosti (byl obhájcem v 83 % všech svých případů) a styl byl podle Beattie klíčovým pro založení „nové školy“ advokacie. Jeho agresivní styl obhajoby založil nový styl pro advokáty, kteří poznali, že asistovali v kontraproduktivním právním systému podjatém proti obviněnému. Ačkoli nebyl jediným zastáncem této reformy, jeho pozice ve vedení advokátní komory znamenala, že představoval vysoce viditelný příklad pro nové právní zástupce. V některých věcech byl Garrow na svou dobu velmi napřed. Pronesl větu: „Nevinen, pokud není prokázána vina“ v roce 1791, ačkoli porota odmítla přijmout tento princip a právně byla tato věta potvrzena mnohem později.

### Důkazy
Garrow měl také velký vliv na pravidla v důkazech, která se teprve začínala formovat na začátku jeho kariéry. Jeho trvání na tom, že svědectví z doslechu a kopírované dokumenty nemohou být připuštěny jako důkazy, vedlo ke zlepšení pravidel v důkazové praxi. Byl rozhodný, když trval na autonomii právníků uvádět důkazy, v jednom případě se otevřeně přel se soudcem, když trval na tom, že advokáti mají nezávislost v předkládání důkazů. V jeho době bylo obzvláště problematickým používání medicínských expertů soudních stran. Zatímco medicínští experti byli běžně voláni k Old Bailey, použití medicínských expertů soudních stran (expert obžaloby, expert obhajoby) bylo odmítáno a experti měli omezenou autoritu. To se zvýšilo koncem 17. století, mezi mnoha soudci vzrostla touha po jistotě a faktech, Garrow je zmiňován jako výborný příklad postoje právníků, když prováděl křížový výslech svědků. Když obhajoval Roberta Clarka obviněného ze zabití Johna Delewa tím, že ho kopl do břicha, Garrow použil směs útočného křížového výslechu a medicínské znalosti, a tak přiměl lékařského experta obžaloby připustit, že nemůže potvrdit, jak Delow umřel.
Garrow a pozdější advokáti se naučili, jak se účinně vyptávat takových svědků tím, že posilovali jejich argumenty (pokud to byli jejich experti) a bourat svědectví těch druhých (když to byli experti protistrany).